# Llista de municipis de San Marino
Aquesta és la llista dels 9 castelli (municipis) de San Marino: 
| Municipis de San Marino |                      |          |          |          |          |
| Pos.                    | Ciutat               | Àrea km² | Població | Població | Població |
| Pos.                    | Ciutat               | Àrea km² | 1986     | 1996     | 2006     |
| 1.                      | Serravalle           | 10,53    | 6.995    | 8.085    | 9.847    |
| 2.                      | Borgo Maggiore       | 9,01     | 4.421    | 5.358    | 6.061    |
| 3.                      | Ciutat de San Marino | 7,09     | 4.179    | 4.350    | 4.409    |
| 4.                      | Domagnano            | 6,62     | 1.885    | 2.207    | 2.899    |
| 5.                      | Fiorentino           | 6,56     | 1.478    | 1.798    | 2.253    |
| 6.                      | Acquaviva            | 4,86     | 1.148    | 1.264    | 1.881    |
| 7.                      | Faetano              | 7,75     | 738      | 870      | 1.139    |
| 8.                      | Chiesanuova          | 5,46     | 724      | 866      | 1.036    |
| 9.                      | Montegiardino        | 3,31     | 557      | 717      | 843      |
|                         | San Marino           | 61,19    | 22.125   | 25.515   | 30.368   |

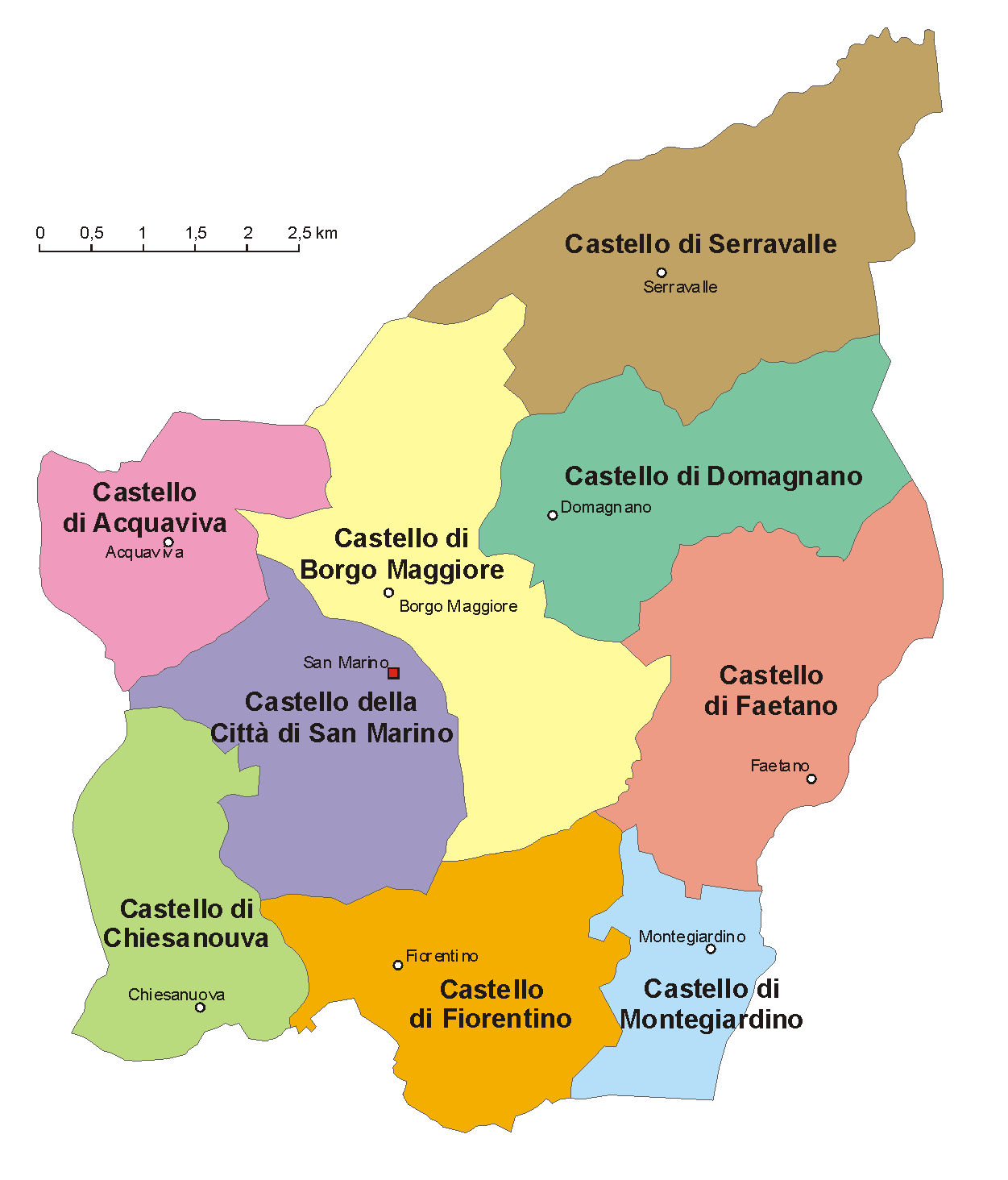
Divisió administrativa de San Marino en 9 castelli.

Tot i que és la població més gran de la República, amb 7000 habitants, Dogana no és un castello sinó que pertany al castello de Serravalle, del qual ha intentat segregar-se recentment sense èxit.
Igual com als comuni italians, cada castello de San Marino inclou una ciutat principal que és la seu del castello, i que hom anomena el capoluogo, i alguns petits assentaments coneguts com a frazioni o curazie.